# Плавання на літніх Олімпійських іграх 2020 — 200 метрів брасом (чоловіки)
Змагання з плавання на 200 метрів брасом серед чоловіків на літніх Олімпійських іграх 2020 тривали з 27 по 29 липня 2021 року в Олімпійському центрі водних видів спорту. Це була двадцять шоста поспіль поява цієї дисципліни на Олімпійських іграх. Її проводили на кожній Олімпіаді починаючи з 1908 року.

## Рекорди
Перед цими змаганнями чинні світовий і олімпійський рекорди були такими:
| Світовий рекорд     | Антон Чупков (RUS)   | 2:06.12 | Кванджу, Південна Корея  | 26 липня 2019 | [ 2 ]       |
| Олімпійський рекорд | Іппей Ватанабе (JPN) | 2:07.22 | Ріо-де-Жанейро, Бразилія | 9 серпня 2016 | [ 3 ] [ 4 ] |

## Кваліфікація
Олімпійський кваліфікаційний норматив для цієї дисципліни становить 2 хвилини 10,35 секунди. За цим нормативом від кожного Національного олімпійського комітету (NOC) можуть автоматично кваліфікуватися щонайбільше два плавці, виконавши його на затверджених кваліфікаційних змаганнях. Норматив олімпійського відбору становить 2 хвилини 14,26 секунди. За цим нормативом від кожного НОК може кваліфікуватися щонайбільше один плавець, що посідає досить високе місце у світовому рейтингу, поки не буде вичерпано квоту для всіх плавальних дисциплін. НОК, що ще не має плавця в жодній дисципліні, може скористатися зі свого права на універсальну квоту.

## Формат змагань
Змагання складаються з трьох раундів: попередні запливи, півфінали та фінал. Плавці, що показали 16 найкращих результатів у попередніх запливах, виходять до півфіналів. Плавці, що показали 8 найкращих результатів у півфіналах, виходять до фіналу. У тому разі, коли на останнє місце потрапляння до півфіналів чи фіналу претендують два чи більше плавця з однаковим часом, передбачено перепливання.

## Розклад
Змагання тривають три дні, кожний раунд наступного дня.
Часовий пояс - японський стандартний час (UTC + 9)
| Дата     | Час   | Раунд             |
| -------- | ----- | ----------------- |
| 27 липня | 19:38 | Попередні запливи |
| 28 липня | 11:21 | Півфінали         |
| 29 липня | 10:44 | Фінал             |

## Результати

### Попередні запливи
Плавці, що показали 16 найкращих результатів незалежно від запливу, виходять до півфіналу.
| Місце | Заплив | Доріжка | Плавець               | Країна                                | Час     | Примітки |
| ----- | ------ | ------- | --------------------- | ------------------------------------- | ------- | -------- |
| 1     | 4      | 4       | Зак Стабблеті-Кук     | Австралія (AUS)                       | 2:07.37 | Q        |
| 1     | 4      | 5       | Арно Каммінга         | Нідерланди (NED)                      | 2:07.37 | Q        |
| 3     | 3      | 2       | Матті Маттссон        | Фінляндія (FIN)                       | 2:08.44 | Q        |
| 4     | 5      | 3       | Нік Фінк              | США (USA)                             | 2:08.48 | Q        |
| 5     | 5      | 4       | Антон Чупков          | Олімпійський комітет Росії (ROC)      | 2:08.54 | Q        |
| 6     | 5      | 6       | Ерік Перссон          | Швеція (SWE)                          | 2:08.76 | Q        |
| 7     | 5      | 2       | Дмитро Баландін       | Казахстан (KAZ)                       | 2:08.99 | Q        |
| 8     | 4      | 3       | Рюя Мура              | Японія (JPN)                          | 2:09.00 | Q        |
| 9     | 4      | 2       | Кирило Пригода        | Олімпійський комітет Росії (ROC)      | 2:09.21 | Q        |
| 10    | 5      | 5       | Метью Вілсон          | Австралія (AUS)                       | 2:09.29 | Q        |
| 11    | 3      | 4       | Сьома Сато            | Японія (JPN)                          | 2:09.43 | Q        |
| 12    | 3      | 8       | Антуан Вікера         | Франція (FRA)                         | 2:09.54 | Q        |
| 13    | 5      | 1       | Андрюс Шідлаускас     | Литва (LTU)                           | 2:09.56 | Q        |
| 14    | 4      | 8       | Любомир Єпітропов     | Болгарія (BUL)                        | 2:09.68 | Q        |
| 15    | 3      | 5       | Джеймс Вілбі          | Велика Британія (GBR)                 | 2:09.70 | Q        |
| 16    | 3      | 6       | Росс Мердок           | Велика Британія (GBR)                 | 2:09.95 | Q        |
| 17    | 4      | 6       | Ендрю Вілсон          | США (USA)                             | 2:09.97 |          |
| 18    | 2      | 3       | Денис Петрашов        | Киргизстан (KGZ)                      | 2:10.07 |          |
| 19    | 3      | 7       | Чон Сон Че            | Південна Корея (KOR)                  | 2:10.17 |          |
| 20    | 3      | 3       | Марко Кох             | Німеччина (GER)                       | 2:10.18 |          |
| 21    | 4      | 7       | Каспар Корбо          | Нідерланди (NED)                      | 2:10.21 |          |
| 22    | 4      | 1       | Беркай Омер Огретір   | Туреччина (TUR)                       | 2:10.73 |          |
| 23    | 5      | 8       | Дарра Ґрін            | Ірландія (IRL)                        | 2:11.09 |          |
| 24    | 2      | 4       | Антон Свейн Маккі     | Ісландія (ISL)                        | 2:11.64 |          |
| 25    | 2      | 5       | Мартін Аллікві        | Естонія (EST)                         | 2:12.60 |          |
| 26    | 2      | 2       | Амро Аль-Вір          | Йорданія (JOR)                        | 2:12.61 |          |
| 27    | 2      | 7       | Рон Полонський        | Ізраїль (ISR)                         | 2:12.71 |          |
| 28    | 3      | 1       | Крістофер Ротбауер    | Австрія (AUT)                         | 2:13.19 |          |
| 29    | 1      | 2       | Тайлер Крістіансон    | Панама (PAN)                          | 2:13.41 |          |
| 30    | 2      | 6       | Хорхе Мурільйо        | Колумбія (COL)                        | 2:13.46 |          |
| 31    | 2      | 8       | Даніїлс Бобровс       | Латвія (LAT)                          | 2:14.25 |          |
| 32    | 1      | 6       | Раян Маскелайн        | Папуа Нова Гвінея (PNG)               | 2:15.33 |          |
| 33    | 2      | 1       | Едріел Сейнс          | Американські Віргінські Острови (ISV) | 2:16.87 |          |
| 34    | 1      | 3       | Хосуе Домінгес        | Домініканська Республіка (DOM)        | 2:17.34 |          |
| 35    | 1      | 4       | Тайчі Вакасама        | Фіджі (FIJ)                           | 2:17.35 |          |
| 36    | 1      | 5       | Ізаак Бастіан         | Багамські Острови (BAH)               | 2:17.40 |          |
| 37    | 1      | 7       | Хуліо Оррего          | Гондурас (HON)                        | 2:17.51 |          |
| 38    | 1      | 1       | Арнольдо Еррера       | Коста-Рика (CRC)                      | 2:20.09 |          |
| 39    | 1      | 8       | Абдулазіз Аль-Обайдлі | Катар (QAT)                           | 2:23.22 |          |
| 40    | 5      | 7       | Цінь Хайян            | Китай (CHN)                           | DSQ     |          |

### Півфінали
Плавці, що показали 8 найкращих результатів незалежно від запливу, виходять до фіналу.
| Місце | Заплив | Доріжка | Ім'я              | Країна                           | Час     | Примітки |
| ----- | ------ | ------- | ----------------- | -------------------------------- | ------- | -------- |
| 1     | 2      | 4       | Зак Стабблеті-Кук | Австралія (AUS)                  | 2:07.35 | Q        |
| 2     | 2      | 8       | Джеймс Вілбі      | Велика Британія (GBR)            | 2:07.91 | Q        |
| 3     | 1      | 4       | Арно Каммінга     | Нідерланди (NED)                 | 2:07.99 | Q        |
| 4     | 1      | 5       | Нік Фінк          | США (USA)                        | 2:08.00 | Q        |
| 5     | 2      | 5       | Матті Маттссон    | Фінляндія (FIN)                  | 2:08.22 | Q        |
| 6     | 1      | 6       | Рюя Мура          | Японія (JPN)                     | 2:08.27 | Q        |
| 7     | 2      | 3       | Антон Чупков      | Олімпійський комітет Росії (ROC) | 2:08.54 | Q        |
| 8     | 1      | 3       | Ерік Перссон      | Швеція (SWE)                     | 2:08.76 | Q        |
| 9     | 2      | 2       | Кирило Пригода    | Олімпійський комітет Росії (ROC) | 2:08.88 |          |
| 10    | 2      | 7       | Сьома Сато        | Японія (JPN)                     | 2:09.04 |          |
| 11    | 2      | 6       | Дмитро Баландін   | Казахстан (KAZ)                  | 2:09.22 |          |
| 12    | 1      | 7       | Антуан Вікера     | Франція (FRA)                    | 2:09.97 |          |
| 12    | 1      | 8       | Росс Мердок       | Велика Британія (GBR)            | 2:09.97 |          |
| 14    | 1      | 2       | Метью Вілсон      | Австралія (AUS)                  | 2:10.10 |          |
| 15    | 1      | 1       | Любомир Єпітропов | Болгарія (BUL)                   | 2:10.33 |          |
| 16    | 2      | 1       | Андрюс Шідлаускас | Литва (LTU)                      | 2:10.69 |          |

### Фінал
| Місце | Доріжка | Ім'я              | Країна                           | Час     | Примітки |
| ----- | ------- | ----------------- | -------------------------------- | ------- | -------- |
| 1     | 4       | Зак Стабблеті-Кук | Австралія (AUS)                  | 2:06.38 | OR       |
| 2     | 3       | Арно Каммінга     | Нідерланди (NED)                 | 2:07.01 |          |
| 3     | 2       | Матті Маттссон    | Фінляндія (FIN)                  | 2:07.13 |          |
| 4     | 1       | Антон Чупков      | Олімпійський комітет Росії (ROC) | 2:07.24 |          |
| 5     | 6       | Нік Фінк          | США (USA)                        | 2:07.93 |          |
| 6     | 5       | Джеймс Вілбі      | Велика Британія (GBR)            | 2:08.19 |          |
| 7     | 7       | Рюя Мура          | Японія (JPN)                     | 2:08.42 |          |
| 8     | 8       | Ерік Перссон      | Швеція (SWE)                     | 2:08.88 |          |